# Värmlands län
Värmlands län er et svensk län (amt) beliggende midt i Sverige. Det grænser op til Dalarnas län, Örebro län og Västra Götalands län og de norske fylker Østfold, Akershus og Hedmark.

## Landskap
Landskapet Värmland omfatter omtrent hele det nuværende Värmlands län, samt Karlskoga i Örebro län og Amnehärads församling i Gullspångs kommune i Västra Götalands län.

## Større byer
De ti største byer i Värmlands län, sorteret efter indbyggertal:
| #  | Byområde     | Befolkning |
| -- | ------------ | ---------- |
| 1  | Karlstad     | 58.544     |
| 2  | Kristinehamn | 17.836     |
| 3  | Arvika       | 14.184     |
| 4  | Skoghall     | 12.810     |
| 5  | Säffle       | 9.156      |
| 6  | Kil          | 7.826      |
| 7  | Forshaga     | 6.355      |
| 8  | Filipstad    | 6.177      |
| 9  | Hagfors      | 5.403      |
| 10 | Grums        | 5.231      |

Indbyggertal pr. 31. december 2005, Statistiska centralbyrån (SCB).